# بروك بيمبرتون
بروك بيمبرتون (بالإنجليزية: Brock Pemberton)‏ هو لاعب كرة قاعدة أمريكي، ولد في 6 نوفمبر 1953 في تلسا في الولايات المتحدة، وتوفي في 17 فبراير 2016 في أدمور في الولايات المتحدة.